# 彼得罗巴甫洛夫斯克号战列舰 (1894年)
彼得罗巴甫洛夫斯克号战列舰（Петропавловск）为俄罗斯帝国建造的彼得罗巴甫洛夫斯克级战列舰首舰。本舰建成后不久即部署在远东，参加镇压义和团运动。其后本舰担任俄国太平洋舰队旗舰，并参加了日俄战争揭幕战的旅顺口海战。
1904年4月，本舰在与封锁旅顺港的日军舰队交战时意外触发水雷爆炸沉没，成为战争爆发以来俄国损失的第一艘主力舰，也是同级舰中第一艘损失的军舰。时任太平洋舰队司令斯捷潘·奧西波維奇·馬卡羅夫也当场身亡。马卡罗夫在任内致力于鼓舞港内被围的俄军士气，并积极寻找战机，他的战死对俄国官兵造成了沉重的打击。
在沙俄、苏联、俄罗斯联邦时期有多艘军舰都用了“彼得罗巴甫洛夫斯克”这一名字。该名来源于克里米亚战争战役之一，彼得罗巴甫洛夫斯克会战。是役守城俄军坚守不退，击退了人数占优的英法联军。初代彼得罗巴甫洛夫斯克号为1858年的螺旋桨推进木制巡防舰，排水量6175吨，备砲58门，建成后在波罗的海舰队服役；1866年接受改装，表面覆盖铁甲，成为22门砲的铁甲砲舰；1892年1月16日（俄历1月4日）该舰退役，同年“彼得罗巴甫洛夫斯克”一名由本舰继承。本舰损失后，这一名字由甘古特级战列舰的2号舰继承。

## 建造背景及概述

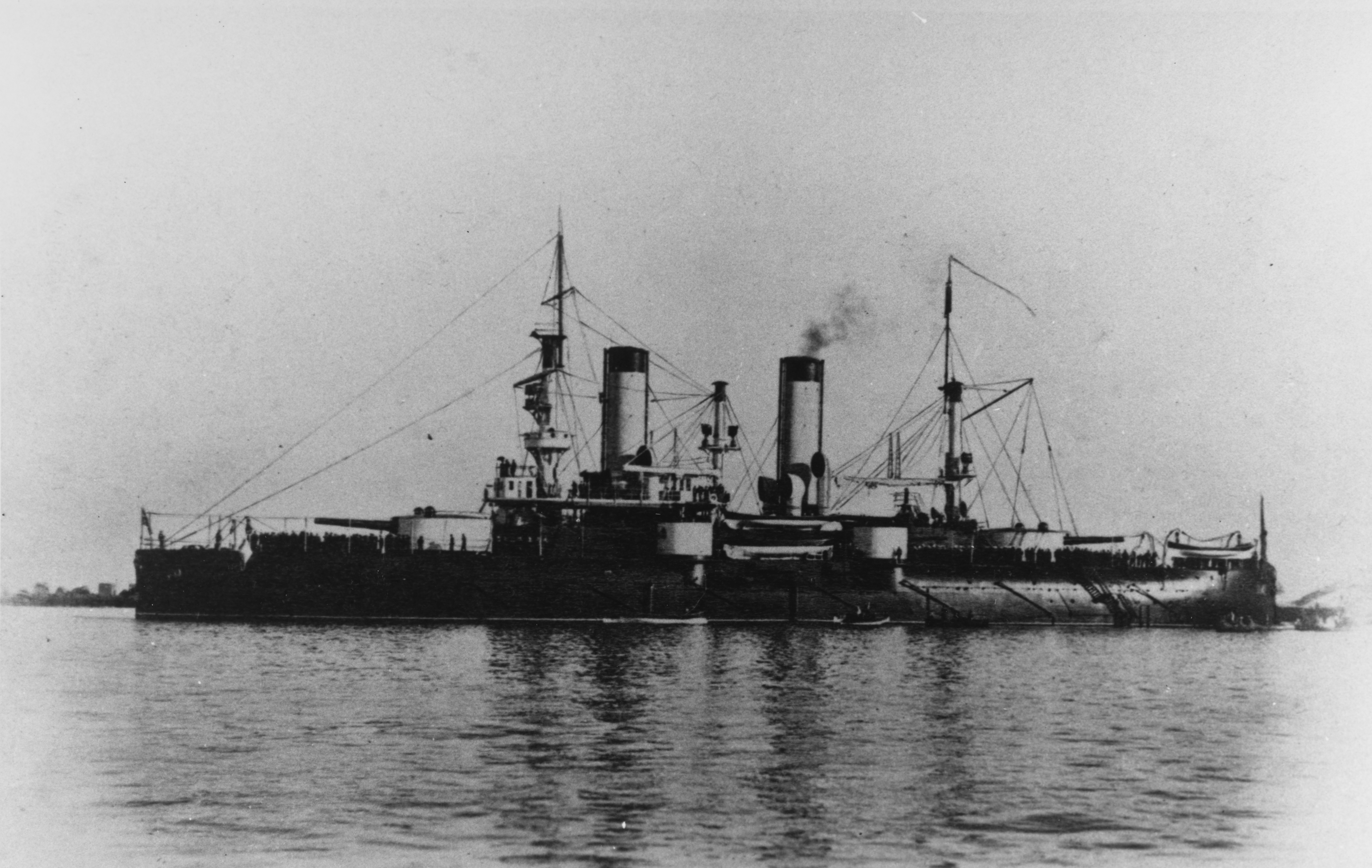
彼得罗巴甫洛夫斯克号在阿爾及爾，摄于1899年

本舰长112.6米、宽21.3米、吃水8.6米，参考了尼古拉一世号的设计，在前者的基础上有所放大，以容纳更强大的火力。设计排水量为10,960長噸（11,140公噸），建成时超重400長噸（406公噸），实际达到了11,354長噸（11,536公噸）。动力方面，本舰安装有14座圆形锅炉，并搭载两台英国霍索恩公司制造的垂直三段膨胀式蒸汽机，驱动两根传动轴。设计出力为10,600匹指示馬力（7,900千瓦特），航速16節（30每小時）；公试时达到了11,255匹指示馬力（8,393千瓦特），实际航速16.38節（30.34每小時）。在作为旗舰服役时，乘员725人。
火砲方面，本舰原定装备4门12英寸（305）砲和8门8英寸（203）砲。后设计稿经过修正，主砲改为同口径火砲初速更快、威力更强的型号，而副砲则改为12门6英寸（152）砲。4门主砲安装在两座双联装砲塔内，设计射速90秒每发，实际射速只能达到设计值一半。副砲为法国加奈式6英寸（152）速射砲，其中8门安装在两侧的4座双联装砲塔内，另外4门分别安装在船身中部，无额外装甲防护。另外全舰还有大量的轻型武器以防范鱼雷艇的袭击，包括12门哈奇开斯47毫米速射砲和28门37毫米马克沁机关砲。鱼雷武器方面，全舰共装备6具鱼雷发射管，4具15英寸（381）鱼雷管位于水上，另有两具18英寸（457）鱼雷管位于水下，全部位于舷侧。
防护方面，本舰采用镍钢装甲板，不过俄国本国供应商本就产能有限供不应求，因此本舰装甲全部向美国伯利恒鋼鐵公司订购。水线装甲带厚度为12—16英寸（305—406），主砲砲塔最厚处为10英寸（254），而甲板装甲为2—3英寸（51—76）。

## 舰历

### 战前
伽勒尼岛造船厂于1892年5月19日（俄历5月7日）为本舰等4艘新战列舰举行下水仪式，俄皇亚历山大三世亲临仪式现场。不过实际上早在3月31日（俄历3月19日）本舰的建造工作即已经全面展开。虽然本舰开工时间提早了一些，然而由于诸多原因（诸如俄国船厂缺乏熟练工人、设计几经变更、主砲交付拖延等等），本舰拖到1894年11月9日才下水，之后舾装工程又继续一路磨蹭，从动工之日算起前后耗时将近6年。1897年本舰即进行了海试，但当时火砲等都还没安装上去。1898年10月26日（俄历10月14日）才又重新进行了海试。虽然早就有命令让这艘新式战舰尽早赶往远东，还是从1898年开始一直拖到1899年。
1899年10月17日，彼得罗巴甫洛夫斯克号终于从喀琅施塔得出发。途经比斯開灣时彼得罗巴甫洛夫斯克号遭逢风暴，不过展现出了良好的适航性。尽管风暴中战舰以10-12秒的频率出现幅度达20°的横摇，依然能在风浪中平安行驶；不过这次风暴也暴露出舰艏甲板位置较低的问题。

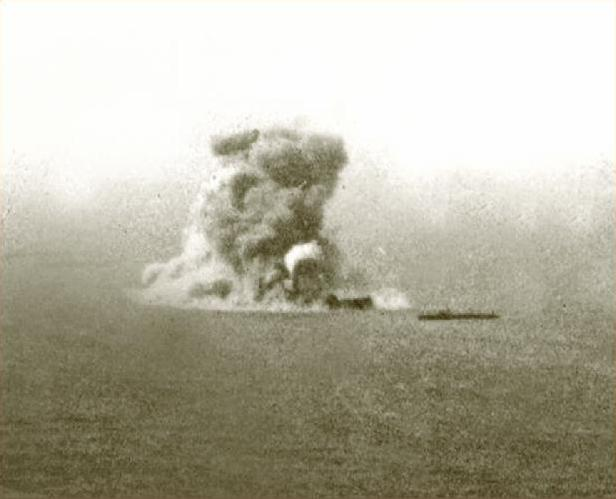
彼得罗巴甫洛夫斯克号爆炸沉没的瞬间

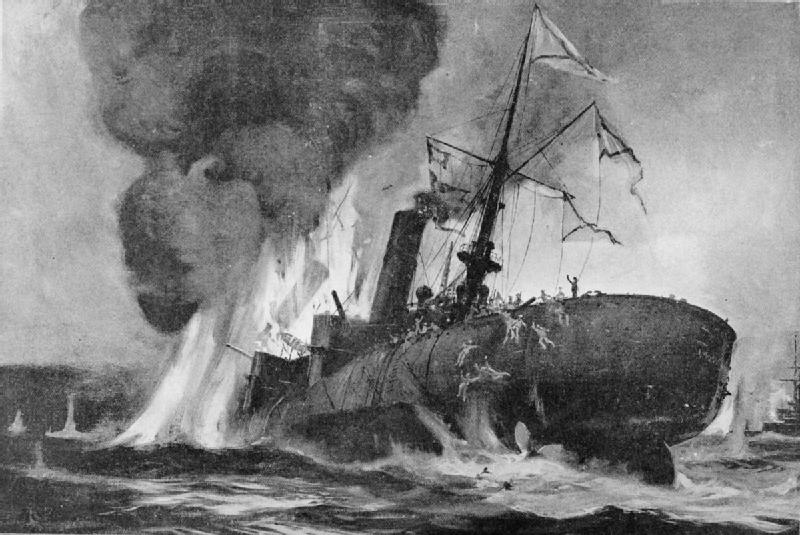
彼得罗巴甫洛夫斯克号爆炸的绘画

1900年5月10日抵达旅顺港（俄方称为亚瑟港），并成为雅科夫·吉利捷布兰特海军中将的旗舰，参与了一系列的舰队训练等。同年中国爆发义和团起义，彼得罗巴甫洛夫斯克号作为米哈伊尔·韦谢拉戈海军少将的旗舰参加了俄军的镇压行动。1901年6月24日（俄历6月11日）叶夫根尼·伊万诺维奇·阿列克谢耶夫海军中将代替韦谢拉戈接过指挥权，坐镇彼得罗巴甫洛夫斯克号指挥俄军在华行动。同年吉利捷布兰特调任黑海舰队司令，正在行动前线的尼科莱·斯克雷德洛夫受命执掌太平洋舰队，在装甲巡洋舰俄罗斯号上升起了自己的将旗，不过很快又将旗舰转移回彼得罗巴甫洛夫斯克号，从此彼得罗巴甫洛夫斯克号直到损失都一直是太平洋舰队旗舰。
1902年2月，奧斯卡·維克托羅維奇·斯塔爾克海军中将接掌太平洋舰队，并继续以彼得罗巴甫洛夫斯克号为自己的旗舰。同年船上安装了一套无线电设备。

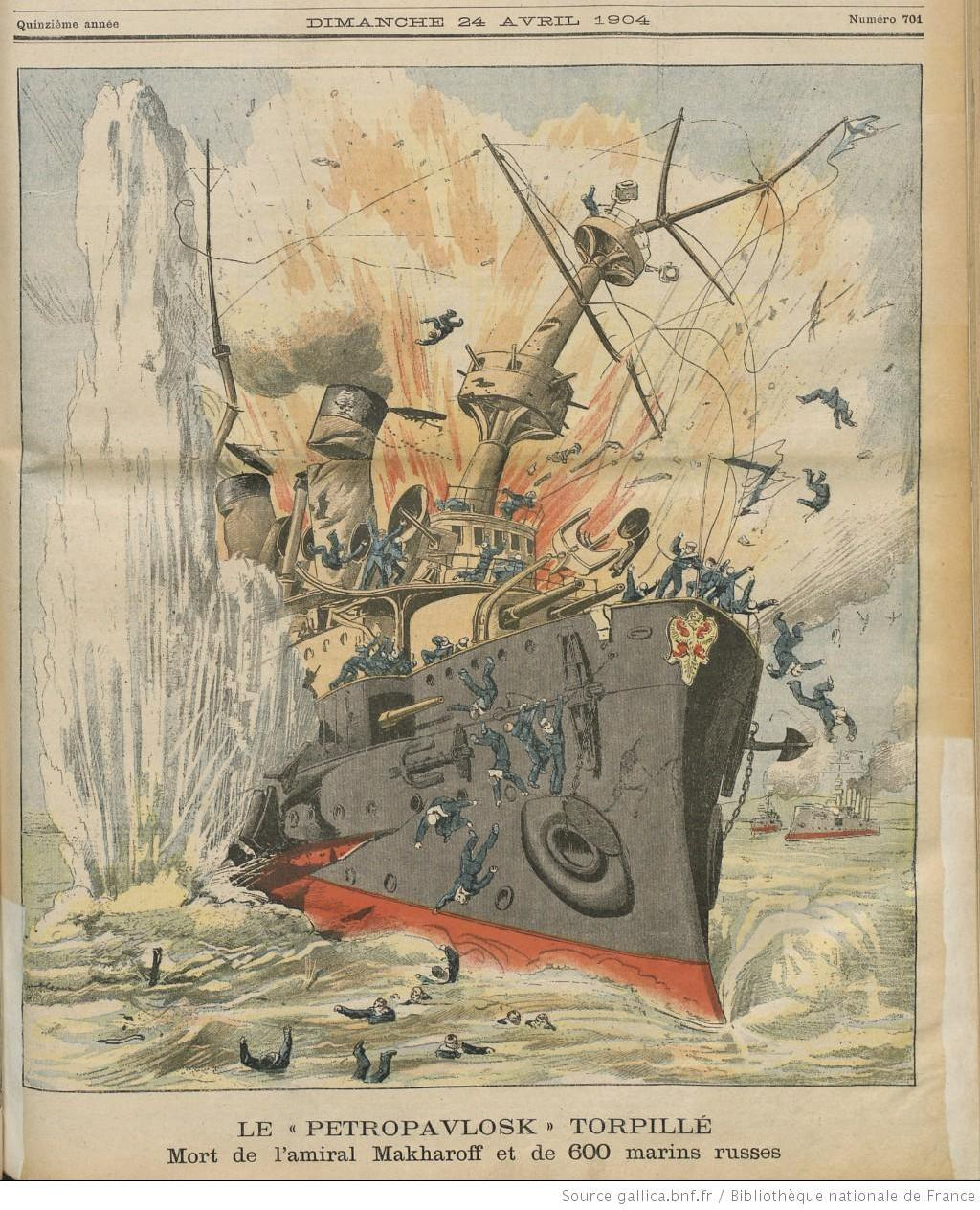
战争期间法国新闻画报关于彼得罗巴甫洛夫斯克号触雷爆炸的速绘

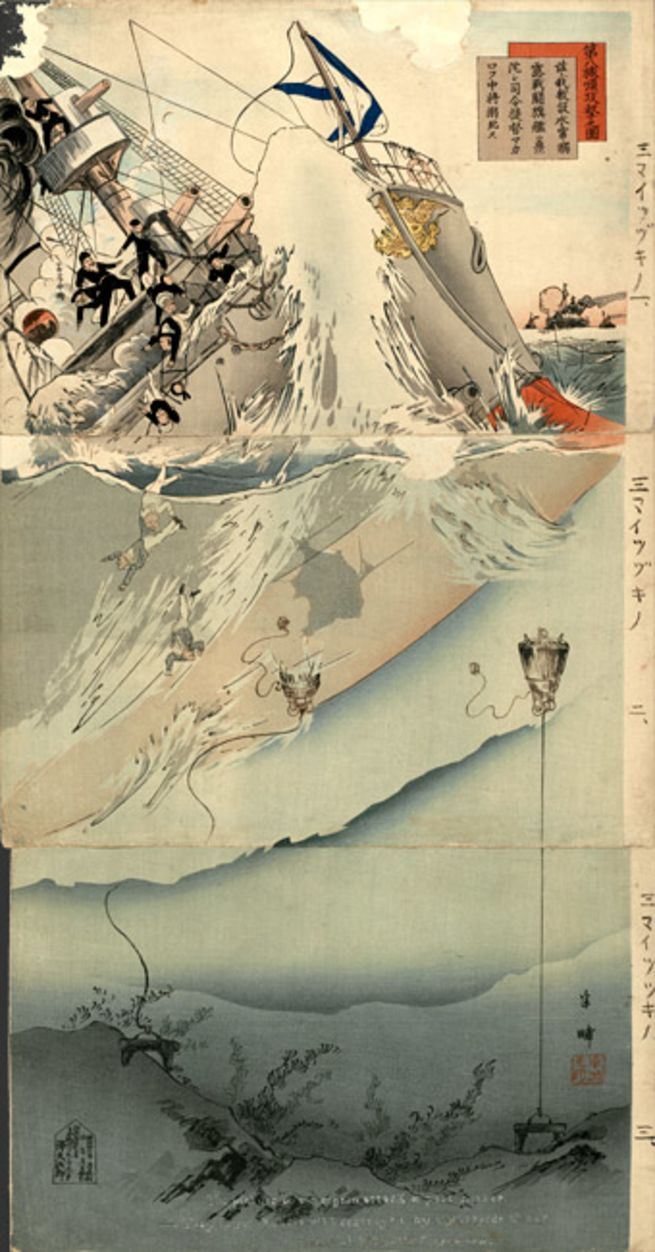
日本宣传第八次旅顺口攻击战果的图画

### 日俄战争
1904年2月8-9日夜间，日本对俄国不宣而战，出动驱逐舰对停泊在旅顺港的俄国舰队发动鱼雷攻击，日俄战争爆发。当晚日本的夜袭只取得了比较有限的战果，而彼得罗巴甫洛夫斯克号并没有受到攻击。9日早上，日本联合舰队司令长官东乡平八郎海军中将判断俄军舰队已经受到重创，于是率领主力闯入旅顺港，用主砲对旅顺港岸防砲台进行砲击，而只用副砲攻击俄国舰队。然而俄国舰队并没有如日军高层指挥官预料的那样不堪一击，彼得罗巴甫洛夫斯克号等俄舰对日舰进行了反击。日军的副砲对于俄舰并没有起到太大作用，彼得罗巴甫洛夫斯克号受到1发6英寸（152）、2发12英寸（305）砲弹命中，两人死亡、5人受伤，总体损伤轻微。彼得罗巴甫洛夫斯克号的还击共消耗12发12英寸、68发6英寸砲弹，不过无一命中。
日军的偷袭虽然并未消灭太平洋舰队，但依然成功瘫痪了战列舰皇太子号、列特维赞号和防护巡洋舰帕拉达号。俄国高层对斯塔尔克未能防止日军偷袭极为不满，革去其太平洋舰队司令一职，改派更孚人望的斯捷潘·馬卡羅夫海军中将赶往旅顺赴任试图扭转战局。此时防护更好的皇太子号已遭重创，修理需时颇久，马卡罗夫只好继续使用彼得罗巴甫洛夫斯克号作为旗舰。他一上任就积极整顿舰队，并主动出击挑战日军。
同年4月12-13日夜间，日军布雷舰蛟龙丸在第五驱逐队4艘驱逐舰掩护下在旅顺港航道口附近进行布雷。马卡罗夫当时收到了相关报告，不过他把那几艘船当作是先前派出去在当地活动的俄国驱逐舰，因此没有在意。13日凌晨俄军驱逐舰可怖号在港外巡逻时遭到日军驱逐舰围攻。可怖号试图撤回港内，追逐战中日军一发砲弹击中了可怖号的鱼雷管，导致可怖号当即发生了大爆炸。06:30装甲巡洋舰巴扬号赶来支援。俄军只来得及救起数名落水者，就发现日军第三战队（千歲、高砂、笠置、吉野、淺間、常磐）也循声而至，07:20双方再度发生交火。马卡罗夫立即率领就绪的俄舰（战列舰彼得罗巴甫洛夫斯克号、波尔塔瓦号，巡洋舰阿斯科利德号、诺维克号、狄安娜号）出港支援，并且同时下令要求旅顺港内的其余俄舰也尽快做好准备出港。而另一边，东乡接获俄军主力出动的报告，也立即出动第一战队（三笠、朝日、富士、八島、敷島、初瀨、春日、日進）进行拦截。马卡罗夫见实力悬殊，于是下令返航。08:30日军先头各舰一度在极限射程距离进行砲击，无一命中；09:00日军见已靠近雷区，遂放弃追击。
09:42，彼得罗巴甫洛夫斯克号在离岸边大约2英里（3,219）处撞上了至少一颗水雷，触雷位置在前主砲水线下方，引发了弹药库殉爆。据幸存的舰长称述，事发时至少能听到3次爆炸声，起重机等大量舱面物件被震飞。另有佚名俄国军官描述则是两分钟内听到4声爆炸：第一次是触发了水雷；第二次是自身的“水雷”殉爆；第三次是总锅炉爆裂；第四次是炸药殉爆。巨大的爆炸撕裂了船体，仅两分钟左右彼得罗巴甫洛夫斯克号即没入水中。爆炸发生后马卡罗夫脱下了外套开始祈祷。在舰上包括马卡罗夫和受邀登舰的知名画家瓦西里·韦列夏金在内的27名军官、652名水兵随舰同沉（日方记载为军官31人）。全舰仅7名军官和73名水兵获救。不久波尔塔瓦号也触雷受损。

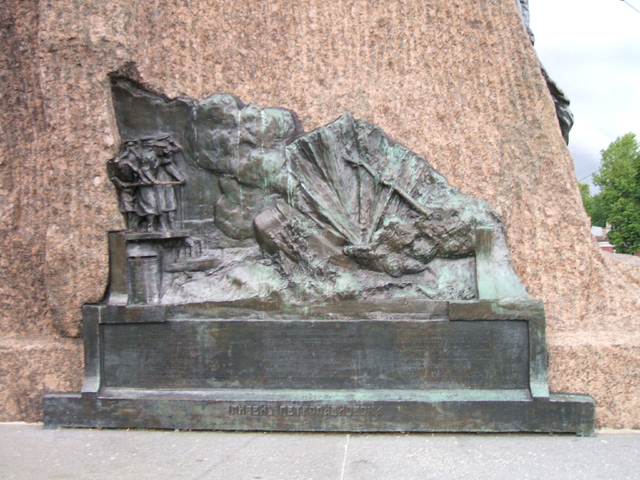
纪念马卡罗夫和彼得罗巴甫洛夫斯克号的浮雕

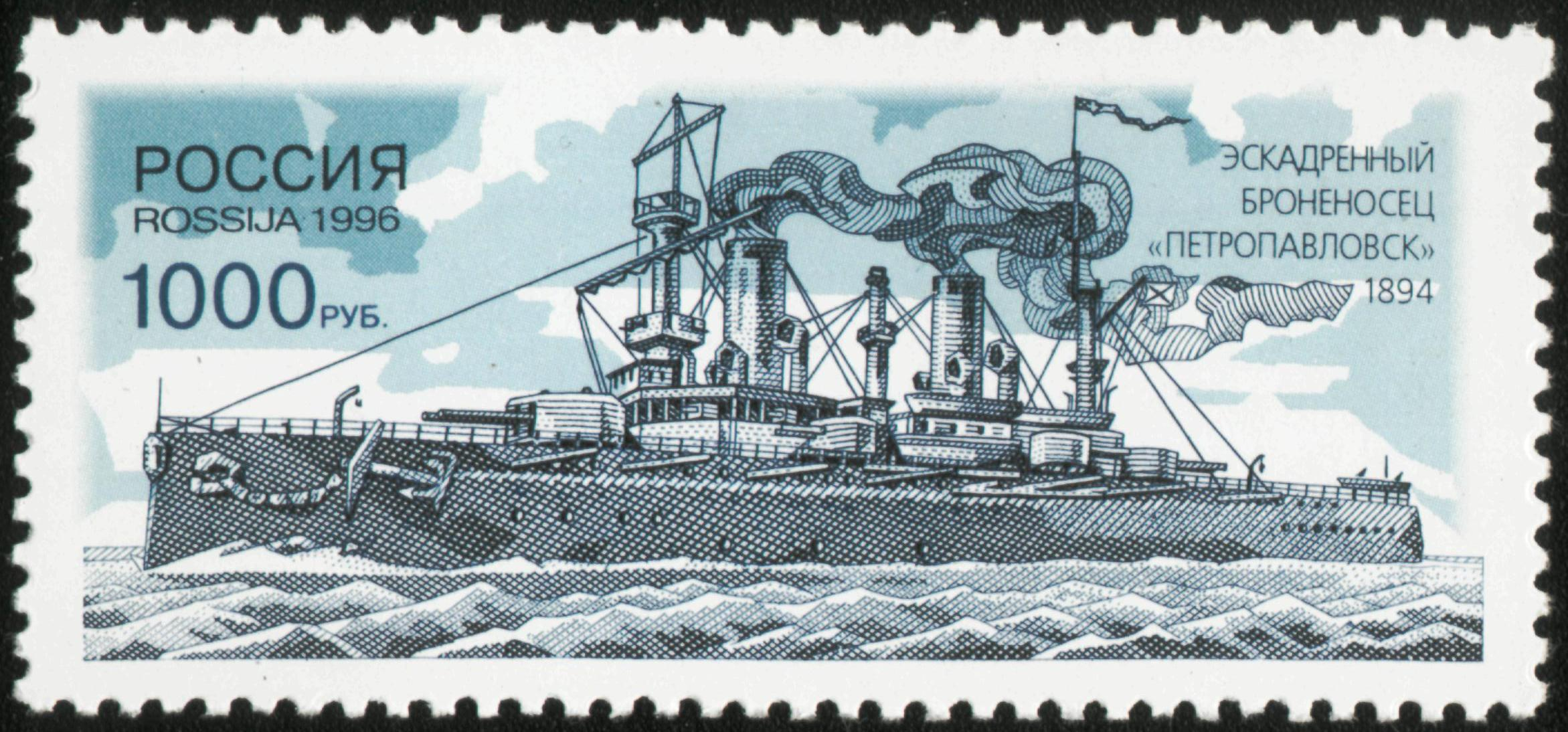
1996年俄罗斯联邦发行的纪念邮票

## 纪念
1913年7月7日（俄历6月24日），俄国政府在喀琅施塔得为马卡罗夫树立了一座纪念碑，俄皇尼古拉二世出席了揭幕仪式。纪念碑的其中一面镶有一座浮雕，刻画了彼得罗巴甫洛夫斯克号触雷沉没的场景。
圣彼得原建立在新海军部岛上的诸水救赎者教堂（以水手的庇护者圣尼古拉为主保圣人）曾经每年4月13日都会举行纪念仪式，纪念彼得罗巴甫洛夫斯克号的沉没。当时彼得罗巴甫洛夫斯克号的生还者之一、基里尔·弗拉基米洛维奇大公每年都会到该教堂出席仪式。教堂后因种种原因损坏废弃，目前得到了重建。教堂内的藏品之一包括一块铜匾，上面有马卡罗夫等彼得罗巴甫洛夫斯克号死难者的姓名。